# Cerkiew św. Mikołaja w Cisowej
Cerkiew św. Mikołaja w Cisowej – nieistniejąca murowana parafialna cerkiew greckokatolicka, która znajdowała się w Cisowej.
Cerkiew została zbudowana w 1889, w stylu neorenesansowym, za czasów proboszcza Martyniana Liwczaka, w miejscu wcześniejszej drewnianej cerkwi z XVII wieku. Nakryta była trzema kopułami, osadzonymi na ośmiobocznych bębnach.
Odnowiono ją w 1932. Do greckokatolickiej parafii w Cisowej należały również cerkwie filialne w Brylińcach i Rokszycach, a sama parafia do dekanatu niżankowskiego (po I wojnie światowej do przemyskiego).
Po wojnie użytkowana była przez PGR jako magazyn, zburzono ją w 1966. Pozostał po niej cerkiewny krzyż przybity do jednej z lip oraz drewniany krzyż z 1926 roku, stojący niegdyś przed cerkwią.
Obok cerkwi znajdowała się murowana dzwonnica na planie kwadratu, nakryta dachem namiotowym. Również została zburzona.

## Literatura
- Dmytro Błażejowśkyj, "Istorycznyj szematyzm Peremyskoji Eparchiji z wkluczennjam Apostolśkoji Administratury Łemkiwszczyny (1828-1939)", Lwów 1995, ISBN 5-7745-0672-X